# Koševine
Koševine (Servisch cyrillisch Кошевине) is een plaats in de Servische gemeente Prijepolje. De plaats telt 1049 inwoners (2002).